# Anson Williams
Anson Williams, geboren als Anson William Heimlich (Los Angeles, 25 september 1949) is een Amerikaanse acteur, filmregisseur, filmproducent en draaiboekauteur. Hij werd vooral bekend door zijn rol als Warren 'Potsie' Weber in de serie Happy Days.

## Biografie
In de serie Happy Days, die tussen 1974 en 1984 werd geproduceerd, speelde Anson de rol van Warren 'Potsie' Weber. Hiervoor ontving hij in 1983 een Golden Globe-nominatie in de categorie «Beste Mannelijke Bijrol, Miniserie of tv-film». Anson Williams werkt sinds 1985 als regisseur voor televisieseries als Baywatch, Melrose Place, Xena, Star Trek: Deep Space Nine. Hij regisseerde ook films als Your Mother Wears Combat Boots met Barbara Eden en Héctor Elizondo en Little White Lies. Zowel in Baywatch - The Lifeguards from Malibu als in Sabrina, the Teenage Witch had Anson Williams naast zijn regisseurswerk ook gastoptredens. Anson Williams is de neef van Henry Heimlich, de uitvinder van de Heimlichmanoeuvre.

## Filmografie

### Regie
- 1989: Your Mother Wears Combat Boots (tv-film)
- 1989: Little White Lies (tv-film)
- 1995–1996: seaQuest DSV (tv-serie, 7 afleveringen)
- 1996: Hercules: The Legendary Journeys (tv-serie, 2 afleveringen)
- 1996: Xena: Warrior Princess (tv-serie, 1 aflevering)
- 1996–2000: Beverly Hills, 90210 (tv-serie, 9 afleveringen)
- 1996–1999: Melrose Place (tv-serie, 9 afleveringen)
- 1997–1998: Star Trek: Deep Space Nine (tv-serie, 2 afleveringen)
- 1997–1999: Star Trek: Voyager (tv-serie, 4 afleveringen)
- 1998–1999: 7th Heaven (tv-serie, 2 afleveringen)
- 1997: Clueless (tv-serie, 1 aflevering)
- 1999–2003: Sabrina, the Teenage Witch (tv-serie, 10 afleveringen)
- 2000–2001: Charmed (tv-serie, 3 afleveringen)
- 2000: Baywatch (tv-serie, 3 afleveringen)
- 2001–2003: Lizzie McGuire (tv-serie, 7 afleveringen)

### Acteur
- 1974–1984: Happy Days, (210 afleveringen)
- 1984: I Married a Centerfold (tv-film)
- 2000: Baywatch (tv-serie, 2 afleveringen)

- Biblioteca Nacional de España: XX1644863
- Bibliothèque nationale de France: cb141458511 (data)
- International Standard Name Identifier: 0000 0001 1469 6027
- Library of Congress Control Number: nr2001042855
- Nationale Bibliotheek van Israël: 987009541284705171
- SNAC: w6k07kjz
- Système universitaire de documentation: 155552783
- Virtual International Authority File: 27275239
- WorldCat: E39PBJkD3fCMwHPVC8yg8Y9qwC